# Orien Greene
Orien Randolph Greene II (4 de febrero de 1982, en Gainesville, Florida) es un exjugador de baloncesto estadounidense profesional durante doce temporadas, cuatro de ellas en la NBA. Mide 1,93 metros, y jugaba en la posición de base.

## Trayectoria deportiva

### Universidad
Comenzó su andadura universitaria en la Universidad de Florida, pero tras dos años de sentrse insatisfecho en la misma, pidió ser transferido a la Universidad de Louisiana-Lafayette, donde en sus dos últimas temporadas promedió 10,9 puntos y 4,6 rebotes por partido.

### Profesional
Fue elegido por Boston Celtics en la posición 53 del Draft de la NBA de 2005, equipo con el que jugó esa temporada, promediando 3,2 puntos y 1,6 asistencias saliendo desde el banquillo. Al año siguiente fue traspasado a Indiana Pacers, donde contó con muy pocas oportunidades. En 2007 firmó contrato con Sacramento Kings.
En noviembre de 2007 fichó por el New Zealand Breakers de la liga australiana por tres meses, y posteriormente pasó por el Hapoel Jerusalén de Israel y por el My Guide Amsterdam de Holanda.

## Estadísticas de su carrera en la NBA

### Temporada regular
| Año     | Equipo     | PJ  | PT | MPP  | %TC  | %3P  | %TL  | RPP | APP | ROB | TPP | PPP |
| ------- | ---------- | --- | -- | ---- | ---- | ---- | ---- | --- | --- | --- | --- | --- |
| 2005–06 | Boston     | 80  | 5  | 15.4 | .395 | .225 | .662 | 1.8 | 1.6 | 1.0 | .1  | 3.2 |
| 2006–07 | Indiana    | 41  | 0  | 6.2  | .371 | .182 | .600 | 1.1 | .5  | .4  | .1  | 1.5 |
| 2007–08 | Sacramento | 7   | 2  | 8.7  | .273 | .000 | .000 | .9  | .4  | .4  | .1  | .9  |
| 2010–11 | New Jersey | 3   | 0  | 1.7  | .500 | .000 | .500 | .0  | .3  | .3  | .0  | 1.0 |
| Total   | Total      | 131 | 7  | 11.9 | .387 | .212 | .642 | 1.5 | 1.2 | .7  | .1  | 2.5 |